# Enoch Adegoke
Enoch Adegoke (Igbeti, 8 maart 2000) is een Nigeriaans sprinter. Hij nam eenmaal deel aan de Olympische Zomerspelen.

## Biografie
In 2021 kon Adegoke zich plaatsen voor de 100 meter op de Olympische Zomerspelen van Tokio. Met een persoonlijk record van 9,98 s kon Adegoke zich plaatsen voor de halve finale van de 100 meter. Hij plaatste zich in 10,00 s voor de finale. In deze finale liep hij een hamstringblessure op waardoor hij niet kon finishen.

## Persoonlijke records
Outdoor
| Onderdeel | Prestatie | Datum         | Plaats  |
| --------- | --------- | ------------- | ------- |
| 100 m     | 9,98 s    | 31 juli 2021  | Tokio   |
| 200 m     | 21,07 s   | 19 april 2019 | Abidjan |

## Palmares

### 100 m
- 2018: 7e Gemenebestspelen - 10,35 s
- 2019:  Afrikaanse Spelen - 10,48 s
- 2021: DNF finale OS

### 4 × 100 m
- 2018: 3e Gemenebestspelen - 38,52 s
- 2019: DSQ in de series IAAF World Relays

### 4 × 200 m
- 2019: DSQ in finale IAAF World Relays